# Stoenești (okręg Ardżesz)
Stoenești – wieś w Rumunii, w okręgu Ardżesz, w gminie Stoenești. W 2011 roku liczyła 779 mieszkańców.